# Ковёр Серпинского

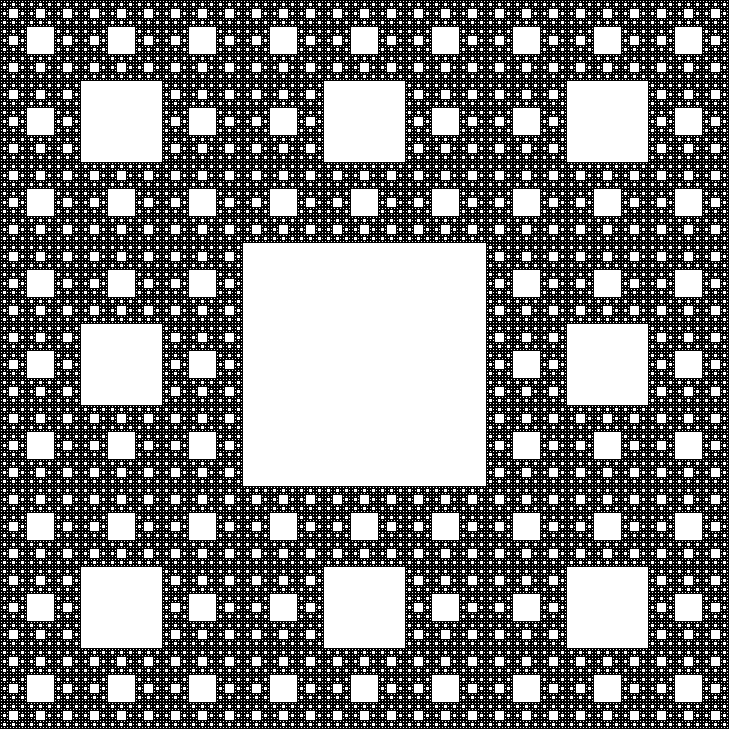
Ковёр (квадрат) Серпинского

Ковёр Серпинского (квадрат Серпинского) — фрактал, один из двумерных аналогов множества Кантора, предложенный польским математиком Вацлавом Серпинским в 1916 г.

## Построение

### Итеративный метод

6 итераций построения ковра Серпинского.

Квадрат {\displaystyle Q_{0}} делится прямыми, параллельными его сторонам, на 9 равных квадратов. Из квадрата {\displaystyle Q_{0}} удаляется внутренность центрального квадрата. Получается множество, состоящее из 8 оставшихся квадратов «первого ранга». Поступая точно так же с каждым из квадратов первого ранга, получим множество {\displaystyle Q_{1}}, состоящее из 64 квадратов второго ранга. Продолжая этот процесс бесконечно, получим бесконечную последовательность
{\displaystyle Q_{0}\supset Q_{1}\supset \dots \supset Q_{n}\supset \dots ,}
пересечение членов которой есть ковер Серпинского.

### Метод хаоса
1. Задаются координаты 8 точек-аттракторов. Ими являются вершины и середины сторон исходного квадрата {\displaystyle Q_{0}}.
2. Вероятностное пространство {\displaystyle (0;1)} разбивается на 8 равных частей, каждая из которых соответствует одному аттрактору.
3. Задаётся некоторая начальная точка {\displaystyle P_{0}}, лежащая внутри квадрата {\displaystyle Q_{0}}.
4. Начало цикла построения точек, принадлежащих множеству ковра Серпинского.
1. Генерируется случайное число {\displaystyle n\in (0;1)}.
2. Активным аттрактором становится та вершина, на вероятностное подпространство которой выпало сгенерированное число.
3. Строится точка {\displaystyle P_{i}} с новыми координатами: {\displaystyle x_{i}={\frac {x_{i-1}+2x_{A}}{3}};y_{i}={\frac {y_{i-1}+2y_{A}}{3}}},
где: {\displaystyle x_{i-1},y_{i-1}} — координаты предыдущей точки {\displaystyle P_{i-1}}; {\displaystyle x_{A},y_{A}} — координаты активной точки-аттрактора.
5. Возврат к началу цикла.

## Свойства
- Ковёр Серпинского представляет собой частный случай многоугольного множества Серпинского. Он состоит из 8 одинаковых частей, коэффициент подобия 1/3.
- Ковер Серпинского замкнут.
- Ковер Серпинского имеет топологическую размерность 1.
- Ковер Серпинского имеет промежуточную (то есть не целую) Хаусдорфову размерность {\displaystyle \ln 8/\ln 3\approx 1{,}89}. В частности,
  - имеет нулевую меру Лебега.
- Если гиперболическая группа имеет одномерную границу и при этом не является полупрямым произведением, то её граница гомеоморфна ковру Серпинского.